# ۸ در ۸: سونات شطرنج در ۸ موومان
۸ در ۸: سونات شطرنج در ۸ موومان (انگلیسی: 8 × 8: A Chess Sonata in 8 Movements) یک فیلم تجربی آمریکایی به کارگردانی هانس ریشتر، مارسل دوشان و ژان کوکتو است که در سال ۱۹۵۷ میلادی منتشر شد.
هانس ریشتر این فیلم را «نیمی زیگموند فروید، نیمی لوئیس کارول» توصیف کرد که داستانی خیالی دربارهٔ ذهن ناهشیار بر پایهٔ بازی شطرنج را روایت می‌کند.
این فیلم با همکاری هنرمندان نامداری چون پل بولز، فرنان لژه، ماکس ارنست، الکساندر کالدر، مارسل دوشان و ژان کوکتو ساخته شد.
بخش‌هایی از این فیلم در حیاط خانهٔ ییلاقی هانس ریشتر در ساوت‌بوری، کنتیکت تصویربرداری شده است.
فیلم با یک مقدمه آغاز می‌شود که روی صفحه نمایش ظاهر می‌گردد: «این فیلم با دنیای خیال سروکار دارد. یک افسانه برای بزرگسالان است. سفری‌ست به سرزمینی در آن سوی آینه‌ی جادویی که لویی کارول صد سال پیش برای برانگیختن تخیلتان از آن بهره گرفت. (…) این فیلم توسط هنرمندانی ساخته شده است. ما از آزادی سنتی هنرمند برای پیروی از الهامات‌مان بهره برده‌ایم.»
فیلم و صفحه نمایش به شیوه‌ای بخش‌بندی شده‌اند که به ساختار یک صفحه‌ی شطرنج اشاره دارد.